# Ole Jacob Hansen
Ole Jacob Hansen (* 16. April 1940 in Oslo; † 6. März 2000) war ein norwegischer Schlagzeuger des Modern Jazz, der eine zentrale Rolle in der norwegischen Jazzszene innehatte.

## Leben und Wirken
Hansen wurde bereits 1958 Mitglied der Tore Sandnæs Big Band. In den nächsten Jahren arbeitete er im Mikkel Flagstad Quintet (1959), Bjørn Jacobsen Septet (1958–60), Arild Wikstrøm Quartet (1961), mit Bjørn Johansen und in verschiedenen Bands von Kjell Karlsen (1959–1964); mit ihm besuchte er 1962 erstmals Moldejazz. Im Osloer Metropol Jazz Club spielte er zudem mit den durchreisenden Solisten, wie Lars Werner und Benny Bailey (1961), Lucky Thompson, Bud Powell und Don Byas (1962), Coleman Hawkins, Don Ellis und Dexter Gordon (1963).
Er arbeitete dann in Stockholm mit dem Bernt Rosengren Orchestra (1963–64) und mit Idrees Sulieman (1964). Dann trat er in Paris mit Eric Dolphy und Donald Byrd auf. Zurück in Oslo arbeitete er mit Ditlef Eckhoff und wieder mit Bjørn Johansen und Arild Wikstrøm. Während der 1970er Jahre trug er zu Alben von Ditlef Eckhoff, Paul Weeden und Terje Bjørklund bei; mit der Rockjazz-Band Adonis trat er mehrfach im Club 7 auf. 1978 wirkte er an der Jazz & Lyrik-Produktion Till Jorden von Rolf Jacobsen und Egil Kapstad mit. 1980 gründete er den Club Jazz Alive in Oslo, den er bis 1986 betrieb, und begleitete Thorgeir Stubø, Lee Konitz, Doug Raney, Laila Dalseth, Jan Erik Vold, Harald Gundhus, Knut Riisnæs, Totti Bergh und Einar Iversen. 1988 leitete er eine Bigband zusammen Harald Gundhus. Tom Lord verzeichnet 64 Aufnahmen von Hansen zwischen 1954 und 1998; er war auch an Alben von Kevin Dean und Rolf Søder beteiligt.

## Auszeichnungen und Preise
Hansen erhielt 1982 den Reenskaugprisen. 1997 wurde ihm der Buddyprisen verliehen; 1996 wurde er mit dem Gammleng-Preis in der Jazzklasse ausgezeichnet.

## Diskographische Hinweise
- 1974: Paul Weeden Attakullaculla (RCA International)
- 1976: Stein Ove Berg La Dette bli min Sang (EMI Norge)
- 1978: Various Artists Club 7's Jubileumsplater (Plateselskapet Mai)
- 1984: Laila Dalseth Quintet feat. Louis Stewart Daydreams (Hot Club Records), with
- 1984: Doug Raney & Thorgeir Stubø with Jesper Lundgaard and Ole Jacob Hansen Everything We Love (Hot Club Records)
- 1988: Thorgeir Stubø The End of a Tune (Cadence Jazz Records),
- 1988: Bjarne Nerem, Kenny Davern & Flip Phillips Mood Indigo (Gemini Records)
- 1991: Bjørn Alterhaug Constellations (Odin Records)
- 1997: Ditlef Eckhoff Impressions of Antibes (Gemini Records)
- 2003:  Kapstad-Johansen Quartet Friends (Gemini Records)
- 2004: Carl Magnus Neumann & Christian Reim Quartet Live at Molde Jazzfestival 1976 (Jazzaway Records, NRK)
- 2007: Various Artists NRK Sessions: Soul, Afro-Jazz And Latin from the Club 7 Scene (Plastic Strip, NRK)